# Pimenta-de-queimar
A pimenta-de-queimar ou pimenta-de-caiena (nome científico: Solanum fastigiatum) é um arbusto da família das solanáceas, nativa do México. Tal espécie de arbusto possui folhas lanceoladas e frutos vermelho-amarelados, utilizados como condimento.